# Exechopsis conspicua
Exechopsis conspicua är en spindelart som beskrevs av Alfred Frank Millidge 1991. Exechopsis conspicua ingår i släktet Exechopsis och familjen täckvävarspindlar. Inga underarter finns listade i Catalogue of Life.